# Недељко Трнавац
Недељко Д. Трнавац (Озрем, Горњи Милановац, 21. мај 1942) доктор је педагошких наука и редовни професор Универзитета у Београду, у пензији. Био је шеф Катедре за школску педагогију на Филозофском факултету, главни уредник часописа Настава и васпитање и Педагогија (Београд), као и едиције Педагошке монографије при Институту за педагогију и андрагогију Филозофског факултета у Београду.

## Биографија

### Рођење и породично порекло
Недељко Трнавац рођен је 21. маја 1942. године у селу Озрем, општина Горњи Милановац. Родитељи су му били Десимир (Светолика) Трнавац, угледни угоститељ у Бершићима и Горњем Милановцу, и Божидарка, рођена Адамовић, из Врнчана, домаћица. Има супругу и двоје деце. Сви су просветни радници.

### Школовање и рад
Недељко Трнавац је завршио четворогодишњу школу у Бершићима. Уписао је први разред у Државној реалној гимназији у Горњем Милановцу, а школовање наставио, због реформи школског система, у осмогодишњој основној школи у истом граду. Као ученик осмог разреда био је један од првих ученика који су изабрани у оснивачку редакцију школског листа Дечје новине, на челу са наставником Срећком Јовановићем, и јануара 1957. године издали први број листа Дечје новине, под називом Дечја политика. Учитељску школу учио је у Крагујевцу (1957—1962). Кратко време радио је у селу Витановац крај Краљева. Студирао је на Одељењу за педагогију Филозофског факултета у Београду и стекао диплому професора педагогије 1967. године. Следеће, 1968. године запослио се у Титовом Ужицу као професор педагошке групе предмета у Учитељској школи. У том граду је провео двадесет година. Учествовао је у школовању и образовању бројних генерација учитеља и васпитача. Имао је велику улогу у оснивању Педагошке академије у Т. Ужицу, где је касније био и директор, као и Педагошког друштва за ужички регион. Био је ангажован на бројним пословима доквалификације учитеља у неколико градова, члан редакција бројих часописа и зборника из тог краја.
Магистрирао је 1978. године на Факултету политичких наука у Београду, на тему Педагошке последице интензивне флуктуације наставног кадра у основним школама титовоужичког региона. Докторирао је 1984. године на Групи за педагогију Филозофског факултета у Београду под менторством проф. др Николе Поткоњака, на тему Утицај научно-технолошке револуције на промене школских система. Године 1988. прешао је на Филозофски факултет у Београд, где је предавао следеће студијске предмете: Педагогију, Увод у педагогију, Школску педагогију, Посебне методике васпитно-образовног рада, Методику рада школског педагога. Вршио је функцију продекана Филозофског факултета (1994—1996). Био је управник Одељења за педагогију и андрагогију, управник Института за педагогију и андрагогију, шеф Катедре за школску педагогију Филозофског факултета, члан Комисије за друштвене науке Универзитета у Београду... Као редовни професор у пензији и даље је сарадник Филозофског факултета у Београду.

## Стручни и научни рад
Једна од најзначајнијих стручних и научних активности професора Недељка Трнавца је његова улога у конституисању Школске педагогије као научне дисциплине и студијског предмета, у периоду 1986-1989. године, као и у формирању Катедре за школску педагогију Филозофског факултета у Београду. До сада је објавио преко 50 посебних радова (уџбеника, приручника, брошура и осталих монографских публикација), и преко 250 чланака у нашим педагошким часописима и зборницима. Активно је учествовао и као члан редакције бројних стручних педагошких часописа и публикација. Доминантне тематике његових дела су из студијских дисциплина које је професор предавао: педагогија, школска педагогија и методика рада школског педагога. У оквиру свог педагошко-лексикографског рада један је од аутора одредница у Педагошкој енциклопедији (два тома, 1987) и Педагошком лексикону (1995). Значајан је његов дугогодишњи рад на популаризацији педагошке науке (као професор факултета, члан бројних педагошких друштава), као и менторски рад са кандидатима на специјалистичким, магистарским и докторским студијама из области школске педагогије. Списак часописа у којима је објављивао радове: Педагогија, Настава и васпитање, Педагошка стварност, Просветни преглед, Наша школа, Педагошки рад, Живот и школа, Васпитање и образовање, Иновације у настави, Ревија образовања, Економика школа, Учитељ, Андрагогија, и др. Зборници стручних и научних радова: Зборник Института за педагошка истраживања, Зборник Института за педагогију и андрагогију Филозофског факултета, Анализе и истраживања у образовању и васпитању, Огледи и искуства, Ужички зборник, зборници учитељских факултета у Ужицу и Јагодини, зборници са конгреса педагога Србије и Југославије, Зборник Балканског друштва за образовање и педагогију (Солун), бројни зборници са регионалних, републичких и савезних стручних и научних скупова.
За изучавање националне историје педагогије најзначајнија дела Недељка Трнавца су: Азбучник и типологија познатих школских институција (енциклопедија са 2850 одредница; 2004), текстови у више издања разних уџбеника педагогије (Педагогија, Општа педагогија, као коаутор; Школска педагогија 1. и 2. књига, Педагог у школи); брошура Педагошки времеплов; чланци у часописима и зборницима: Два века образовања учитеља у Југославији, Педагогија, бр.3-4, 1993; Заборављени универзитет, зборник Од Лицеја до савременог универзитета, Крагујевац, 1998; Историјски аспекти школских реформи, Живот и школа, Осијек, бр.1, 1986; Индиферентност према школовању женске деце у Србији 19. века, зборник Србија у модернизацијским процесима 19. и 20. века, Београд, 1998; Школа и црква(васпитање и религија)  , „Педагогија“, бр.2, 1998; Мале сеоске школе – шансе за опстанак и даљи развој, Београд, 1992; Школски системи на раскршћу, Београд, 1987; Школа под лупом – школа као предмет критике, Београд, 1992.

### Дела
- Азбучник и типологија познатих школских институција, Београд : Институт за педагогију и андрагогију Филозофског факултета; Горњи Милановац : Доситеј, 2004.
- Школска педагогија : предавања и чланци, књ. 1 и 2, Београд, 2005.
- Лексикон историје педагогије српског народа: период до 1945. године : појмови, догађаји, установе, личности : извори и литература. Београд : Завод за уџбенике, 2012.
- Обреновићи детињство и образовање : просвета и школство у рудничко-таковском крају (1815 - 1903 - 2015). Горњи Милановац : Општина ; Музеј рудничко-таковског краја, 2015.
- Дечја игра : општа педагошка питања. Горњи Милановац : Дечје новине, 1983.
- Школски системи на раскршћу : утицај научно-технолошке револуције на школски систем. Београд, Горњи Милановац, 1987.
- Дечји листови у основној школи. Горњи Милановац : Дечје новине, 1973.
- Педагог у школи: прилог методици рада школског педагога са програмима рада школских педагога у основној и средњој школи / Недељко Трнавац, Београд, 1996.
- Фрагменти о дисциплини ученика. Београд : Институт за педагогију и андрагогију Филозофског факултета, 1996. (Радови Института за педагогију и андрагогију Филозофског факултета у Београду. Едиција Педагошке монографије; књ.11)
- Васпитни значај штампе за децу. Горњи Милановац : Дечје новине, 1980.
- Васпитна функција школских листова. Београд, Савет за васпитање и бригу о деци, 1974.
- Узроци, последице и правци флуктуације наставног кадра у основним школама титовоужичког региона : магистарски рад. Београд, 1977.
- Библиографија важних радова о предшколском васпитању. Горњи Милановац : Дечје новине, [б.г.]
- Друштвено-педагошке карактеристике неписмених мајки. Београд : Савез друштава педагога, 1975.
- Три деценије рада школских педагога и психолога. Горњи Милановац : Дечје новине, 1989
- Школа под лупом : (Школа као предмет критике). Београд : Књижара Плато, 1992
- Праћење функције штампе за децу у основној школи. Горњи Милановац : Дечје новине, 1977

#### Азбучник и типологија познатих школских институција
У овој првој тематској педагошкој енциклопедији приказани су историјат и савременост школских институција. Обрађено је око 2850 одредница о школама из прошлости и онима које су данас популарне, о школама свих врста и типова, са акцентом на проучавање српске националне историје школства.

#### Лексикон историје педагогије српског народа
Као плод дугогодишњег научно-истраживачког рада и педагошког искуства професор др Недељко Трнавац направио је прву историју српске педагогије и то од њених зачетака до 1945. године. Она је у Лексикону историје педагогије српског народа дата кроз азбучник појмова, догађаја, установа и личности, које су је обележиле. Лексикон такође упућује и на бројне изворе и литературу. У великом формату, на 697 енциклопедијских страна налази се преко 5 000 одредница, пропраћен богатим илустративним материјалом од 488 прилога (портрете личности значајних за педагогију, њихова дела из ове области, насловне стране старих уџбеника, групне фотографије некадашњих ученика, стара сведочанства, наставне слике, документи). Изузетан значај овог лексикографског дела је и томе, што оно у суштини подсећа да педагогија не треба само да буде образовање, већ да је оно пре свега – васпитање.

### Коауторска издања
- Педагогија / Недељко Трнавац, Јован Ђорђевић. Београд : Научна књига, 1995.
- Дидактичке игре/ Недељко Трнавац...[ет ал.]. Београд, Завод за уџбенике и наставна средства : Педагошка академија за образовање учитеља, 1991
- Мале сеоске школе : шансе за опстанак и даљи развој : резултати истраживања о сеоским основним школама које имају мање од петнаест ученика / Недељко Трнавац и сарадници. Београд : Институт за педагогију и андрагогију Филозофског факултета; Горњи Милановац : Дечје новине, 1992.
- Од Педагошког одељења до Учитељског факултета / Новак Лакета, Драган Петровић, Недељко Трнавац. Ужице : Учитељски факултет, 1995.
- Васпитна функција савремених наставних средстава и средстава комуникација / Гордана Зиндовић, Недељко Трнавац, Боривоје Трајковић. Београд : Завод за основно образовање и образовање наставника СР Србије, 1973.
- Српски педагози о циљу и задацима васпитања : (променљивост циља и потреба проучавања) / Никола М. Поткоњак, Јован Ђорђевић, Недељко Трнавац. Ужице : Српска академија образовања, 2015.
- Живот и дело Николе М. Поткоњака : поводом деведесете годишњице живота / Младен Вилотијевић, Јован Ђорђевић, Недељко Трнавац. Београд : Српска академија образовања, 2014.
- Васпитни рад у школи : библиографија / Недељко Трнавац, Војка Голднер. Титово Ужице : Педагошка академија, 1983.
- Васпитни рад и организација живота и рада у домовима ученика средњих школа : приручник / [уређивачки одбор Гаврило Маловић, Недељко Трнавац, Јаков Кишјухас]. Београд : Министарство просвете, Сектор са ученички и студентски стандард, 1998.
- Теме и литература : за стручно усавршавање васпитача / Недељко Трнавац, Новица Бујић. Горњи Милановац : Дечје новине, 1988.
- Школа под лупом : (школа као предмет критике). Београд : Књижара "Плато", 1992.